# Albert Lemaître

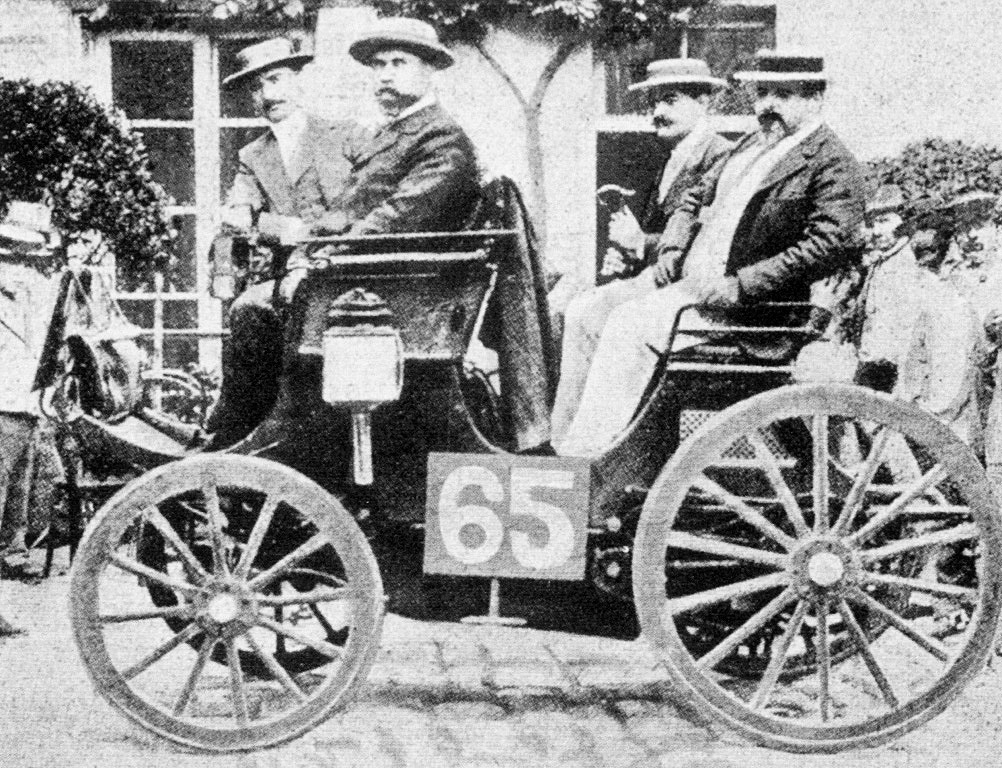
Albert Lemaitre beim Rennen Paris–Rouen 1894

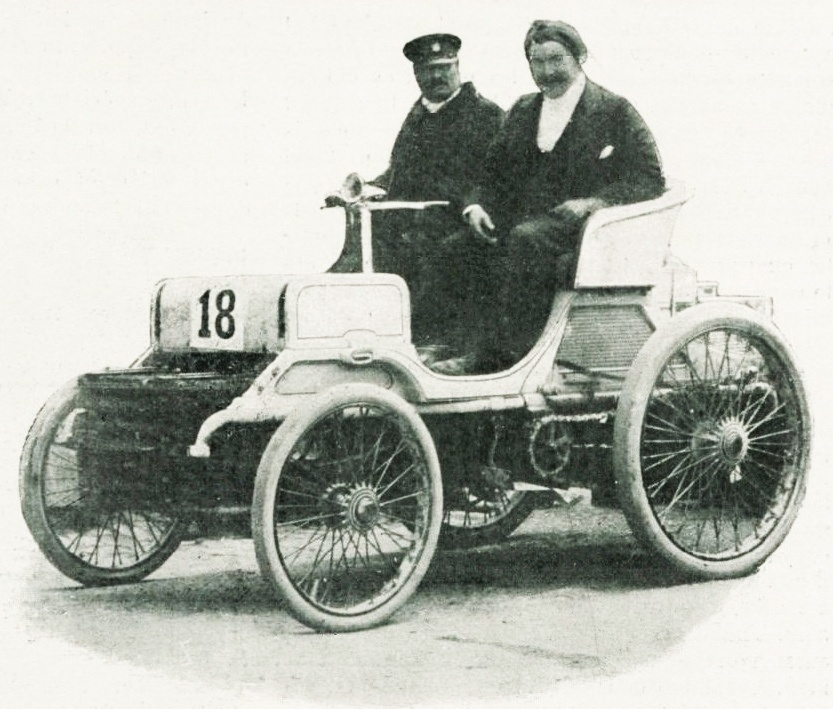
Lemaître 1899 beim Pau-Bayonne-Pau-Rennen auf seinem Peugeot

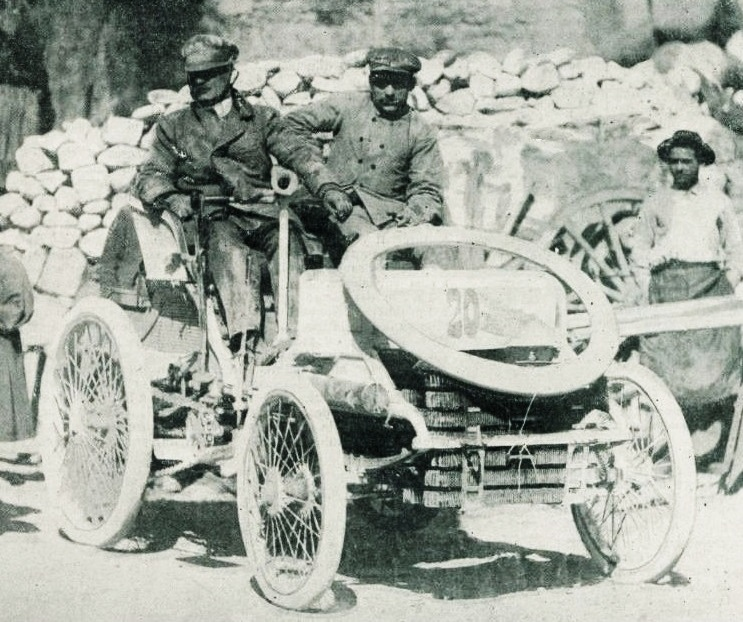
Lemaître beim Nizza-Castellance-Nizza-Rennen 1899

Albert Lemaître (* 1864 in Ay; † 7. Mai 1906 in Paris; auch bekannt als Georges Lemaître) war ein französischer Automobilrennfahrer. Er war der offizielle Sieger des ersten Autorennens (Paris–Rouen), organisiert von Le Petit Journal 1894 – obwohl er als Zweiter ins Ziel kam, da der Dampfwagen von Comte Albert de Dion nicht die Kriterien des Veranstalters erfüllte. Von 1894 bis 1902 nahm Lemaître an mehreren Autorennen teil.

## Motorsport
| Datum                    | Rennen                    | Marke    | Fahrzeug         | Position |
| ------------------------ | ------------------------- | -------- | ---------------- | -------- |
| 22. Juli 1894            | Petit Journal Paris–Rouen | Peugeot  | Peugeot Typ 7    | 2. (1.)  |
| 29. – 31. Januar 1897    | Marseille–Nizza–La Turbie | Peugeot  |                  | 2.       |
| 24. Juli 1897            | Paris–Dieppe              | Peugeot  |                  | 20.      |
| 14. August 1897          | Paris–Trouville           | Peugeot  |                  | 3.       |
| 21. August 1898          | Bordeaux–Biarritz         | Peugeot  |                  | 3.       |
| 21. März 1899            | Nizza–Castellance–Nizza   | Peugeot  | Peugeot 17 HP    | 1.       |
| 24. März 1899            | Bergrennen von La Turbie  | Peugeot  | Peugeot 17 HP    | 1.       |
| 6. April 1899            | Pau–Bayonne–Pau           | Peugeot  | Peugeot 17 HP    | 1.       |
| 24. Mai 1899             | Paris–Bordeaux            | Peugeot  |                  | DNF      |
| 1. September 1899        | Paris–Oostende            | Peugeot  |                  | 3.       |
| 25. März 1901            | Nizza–Salon–Nizza         | Mercedes |                  | DNF      |
| 27. Juni – 29. Juni 1901 | Paris–Berlin              | Mercedes |                  | 28.      |
| 7. April 1902            | Bergrennen von La Turbie  | Mercedes | Mercedes Simplex | 2.       |